# Corsavy
Corsavy (en catalán Cortsaví) es una localidad y comuna francesa situada en el departamento de Pirineos Orientales y la región de Languedoc-Rosellón, en la comarca del Vallespir. Tenía 201 habitantes en 2007.
Sus habitantes reciben el gentilicio de Corsavinois en francés y de 	Corsavinencs en catalán.
Administrativamente, pertenece al distrito de Céret, al cantón de Arles-sur-Tech y a la Communauté de communes du Haut Vallespir.

## Geografía
Situada en el Vallespir, al norte del Tech, sobre la vertiente meridional del macizo del Monte Canigou, la comuna de Corsavy limita con Casteil, Valmanya, La Bastide, Saint-Marsal, Taulis, Montbolo, Arles-sur-Tech, Montferrer y Le Tech.
Hay que destacar las gargantas de la Fou, que sirven de límite entre los municipios de Montferrer y de Corsavy. El lugar es bastante espectacular: sobre una longitud de aproximadamente dos kilómetros, las gargantas alcanzan una profundidad de 150 metros, estrechándose a veces hasta no superar la anchura de un metro entre las dos paredes.
Durante la mayor parte del año, abundan las setas comestibles. Es muy frecuente que el cielo se cubra de nubes por la tarde, sobre todo en primavera y en verano.

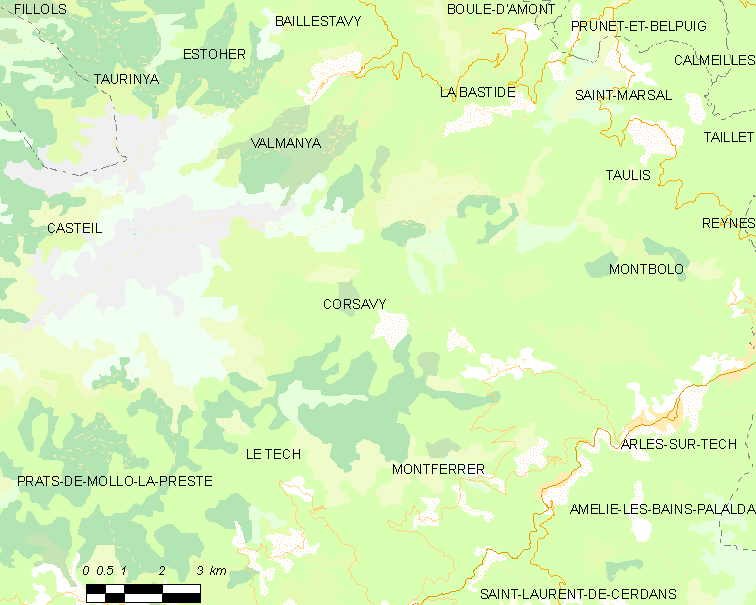
Situación de Corsavy

## Historia

Localización de Corsavy en el Vallespir.

La primera mención conocida no se refiere al pueblo propiamente dicho, sino a su iglesia: ecclesia Sancti Martini in villa Rivo ferrario (993). Esta iglesia, todavía visible al borde de la carretera a un kilómetro al este del pueblo, fue entregada en 1001 a la abadía de Arles, que la hizo reconstruir en 1158.
Por el contrario, en 1007, se nos habla del feo de Cort savino (el feudo de Corsavy). La forma latina más frecuente en la Edad Media es Curtesavino, pero el lugar es designado a menudo por la única palabra Feus, Feudis (feudo). Se encuentra una grafía Cursavi en 1108, y después Corssavi, Cortsevi, Corsavi, Cortsavi o incluso Corsavi, forma más frecuente antes de la anexión a Francia. La «y» final aparece a finales del siglo XVII. El topónimo designa el terreno rural (cort) de Sabinus (o Savinus), antropónimo latino.
Es probable que el pueblo se haya desplazado hacia el oeste para aprovechar la protección del castillo, mencionado desde mediados del siglo XII y sin duda ligeramente anterior. Las relaciones entre la abadía de Arlés y los señores del castillo parecen haber sido bastante tirantes: un texto de 1090 muestra que Ramon Matfred, señor de Corsavy, había efectuado deducciones abusivas sobre los bienes de la abadía y los de los habitantes. La familia llamada «de Cortsaví» conservará el señorío del pueblo, convertido en el centro de una pequeña baronía, hasta principios del siglo XIV. Este señorío cambiará de manos repetidas veces, perteneciendo más a menudo al terreno real, pero siendo mencionado como dependiente de la abadía de Arlés en 1770.
Conocido desde la antigüedad, el hierro de Corsavy fue explotado en la Edad Media, en Batère y en Leca sobre todo, pero sin duda de modo esporádico, que fue el caso hasta el siglo XIX. Hay que decir que el transporte del mineral ha sido siempre problemático, haciendo difícil una explotación verdaderamente rentable. El problema se complica en la segunda mitad del siglo XIX, con la desaparición progresiva de las fraguas catalanas, con las que compiten los altos hornos. Afortunadamente, la existencia de una vía férrea que va de Perpiñán a Arlés, y después la construcción en 1900 de un transportador aéreo de 9 km, que conectaba Batère a Arlés, han permitido que la explotación minera continuara a toda costa, ya que el hierro del Monte Canigou es reputado por sus cualidades. En 1987, la Sociedad Anónima de las minas de Batère puso fin oficialmente a la extracción del mineral.

## Demografía
| 218 | 282 | 263 | 190 | 194 | 204 |
| Para los censos de 1962 a 1999 la población legal corresponde a la población sin duplicidades (Fuente: INSEE [Consultar]) |     |     |     |     |     |

En 2007 el número de habitantes era de 201.

## Lugares y monumentos
- Torreón circular de Batère, del siglo XIII
- Torreón circular del antiguo castillo
- Iglesia parroquial Saint-Martin, que data de 1621
- Ruinas de la antigua iglesia, del siglo XII
- Ruinas de la capilla de Iglesy-Bielle
- Rocas y grutas de la Balme
- Gargantas de la Fou